# Edward Raczyński
Edward Bernard Raczyński (Zakopane, Imperio austrohúngaro, 19 de diciembre de 1891 - Londres, 30 de julio de 1993) fue un político, diplomático y escritor polaco, que ejerció el cargo del cuarto presidente del Gobierno de Polonia en el exilio entre 1979 a 1986.

## Origen familiar
El conde Edward Bernard Maria Raczyński nació el 19 de diciembre de 1891 en Zakopane, en Austria-Hungría (en la actualidad Polonia), formando parte de una de las familias más adineradas y de la alta sociedad polaca: los Raczyński. 
Su padre fue el conde Edward Aleksander Raczyński, y su madre Róża Raczyńska procedía de la familia Potocki. Los Raczyński estaban relacionados con la Casa de Habsburgo. El nombre completo era "Raczyński z Małyszyna", ya que eran una rama de la familia noble Nałęcz-Małyski de Gran Polonia, más concretamente de la ciudad de Wieluń. Sin embargo, los Raczyński permanecieron relativamente desconocidos hasta el siglo XVIII, cuando cuatro de ellos se convirtieron en senadores de Polonia. 
Uno de los Raczyński se convirtió en un caballero de la Orden del Águila Blanca, durante el reinado de Augusto II de Polonia, seis de ellos fueron galardonados con la Orden Virtuti Militari cuando Napoleón Bonaparte estableció el Gran Ducado de Varsovia y tres recibieron la misma distinción durante el Levantamiento de Noviembre de 1830. El título de conde fue otorgado por el rey Federico Guillermo III de Prusia en 1824.

## Biografía
Edward Raczyński pasó la mayor parte de su infancia en Cracovia, en el palacio de la familia Pod Baranami y en el palacio de la familia Raczyński en Rogalin. Estudió derecho en Leipzig, Cracovia y Londres y fue galardonado con un doctorado de la Universidad Jagellónica de Cracovia en 1915. En noviembre de 1918, Raczynski se unió al ejército de la Segunda República Polaca, de la que más tarde fue diplomático hasta 1925.
Edward trabajó en las embajadas polacas de Berna, Copenhague y Londres. De vuelta en Varsovia, se convirtió en el jefe del departamento de acuerdos internacionales. El mismo año se casó con Joyous Markham, hija de un magnate británico especializado en la minería. Su esposa murió poco después y el 25 de agosto de 1932 se casó con su segunda esposa, Cecylia Maria Jaroszyńska, con quien tuvo tres hijas. 
A principios de ese mismo año, Raczyński fue nombrado embajador de Polonia en la Sociedad de Naciones y en 1934 se convirtió en el embajador de la Segunda República de Polonia en el Reino Unido. En nombre de Polonia, firmó la Alianza polaco-británica el 25 de agosto de 1939, que finalmente llevó al Reino Unido a declarar la guerra a la Alemania nazi después de la invasión a Polonia.
Durante la invasión alemana, Raczyński permaneció en Londres, donde continuó sirviendo como embajador del Gobierno polaco en el exilio. Entre el 22 de julio de 1941 y el 14 de julio de 1943 fue también el ministro polaco de Asuntos Exteriores en el gabinete de Władysław Sikorski. Como ministro, fue uno de los primeros que proporcionó información relevante sobre el Holocausto a los aliados.
Después de 1945, cuando el gobierno del Reino Unido rompió los pactos con Polonia y se retiró de los territorios polacos recuperados, Raczyński permaneció en Londres, donde actuó como uno de los miembros más notables de la diáspora polaca. 
En 1962, su esposa Cecylia Jaroszyńska murió. En marzo de 1979, Raczyński se convirtió en el Presidente de Polonia en el exilio, después de haber sido elegido por su predecesor Stanisław Ostrowski. A su vez, eligió como su sucesor al primer ministro Kazimierz Sabbat.
Durante la presidencia Raczyński, el movimiento Solidarność se estableció en Polonia. Raczyński jugó un papel importante en la sensibilización acerca de los acontecimientos de Polonia en los países occidentales y en el establecimiento de vínculos más estrechos con el movimiento que se oponía a la presencia del comunismo en Polonia.
Raczyński quiso escoger como sucesor a Władysław Bartoszewski, ya que quería elegir a alguien "en el país" y con fuertes lazos con el movimiento de la oposición soviética. Bartoszewski, sin embargo, declinó la oferta. Después de servir un plazo de siete años, Edward renunció su cargo el 8 de abril de 1986. Fue el último presidente en el exilio polaco que había ocupado un cargo importante en la época de la Segunda República.
A la edad de 97, Raczyński se casó con su tercera esposa, Aniela Lilpop, legalizando así una unión de muchos años. Edward Raczyński murió el 30 de julio de 1993, en su casa de Londres, como el último descendiente varón de su línea. Su ataúd fue colocado en el mausoleo de su familia ubicada en la capilla en Rogalin. En su testamento, el conde Raczyński legó el palacio de su familia en Rogalin y su biblioteca para la nación polaca.